# کاتارینا جوکیچ
کاتارینا جوکیچ (انگلیسی: Katarina Jukic؛ زادهٔ ۲۳ نوامبر ۱۹۸۹) بازیکن فوتبال اهل استرالیا است.